# Worcestershire Championships 1949
Die Worcestershire Championships 1949 im Badminton fanden vom 1. bis zum 3. Dezember 1949 in Barnt Green statt. 

## Die Sieger
| Disziplin    | Sieger                       |
| ------------ | ---------------------------- |
| Herreneinzel | Noel B. Radford              |
| Dameneinzel  | C. M. Robinson               |
| Herrendoppel | Noel B. Radford M. Robinson  |
| Damendoppel  | Joy Saunders Audrey Stone    |
| Mixed        | Noel B. Radford Joy Saunders |